# Nowe Czernice
Nowe Czernice – wieś w Polsce położona w województwie mazowieckim, w powiecie przasnyskim, w gminie Czernice Borowe. Ma status sołectwa.
Wierni Kościoła rzymskokatolickiego należą do parafii św. Stanisława BM w Czernicach Borowych.
W latach 1975–1998 miejscowość administracyjnie należała do województwa ciechanowskiego.